# Amfibisch Verkennings Peloton
Amfibisch Verkennings Peloton je specialna enota, ki je specializirana za amfibijsko izvidništvo; je del Korps Mariniers.

## Zgodovina
Vod je bil ustanovljen leta 1974 z reorganizacijo Vaste Kikker Ploeg.
Enota je zelo povezana s britanskim Special Boat Squadron, saj v primeru popolne mobilizacije in bojne uporabe postane operativni del britanske specialne sile; 3 operativne skupine so dodeljene eskadronu C, dve pa eskadronu M.

## Organizacija
- Štab (6 pripadnikov)
- 5x Operativna skupina (4 pripadniki)